# NGC 3186-2
NGC 3186-2 (другое обозначение — PGC 1310913) — галактика в созвездии Лев.
Этот объект не входит в число перечисленных в оригинальной редакции «Нового общего каталога» и был добавлен позднее.